# Nikola Đukić
Nikola Đukić est un joueur d'échecs monténégrin né le 26 janvier 1983. 
Au 1er septembre 2018, il est le numéro un monténégrin avec un classement Elo de 2 567 points.

## Biographie et carrière
Grand maître international depuis 2005, il a remporté le championnat de Serbie-et-Monténégro en 2004, puis le championnat du Monténégro cinq fois de suite de 2011 à 2015, puis en 2017, 2018 et 2022.
Nikola Đukić a représenté le Monténégro lors des olympiades de 2008 à 2016 et des championnats d'Europe par équipe de 2007 à 2017, jouant à chaque fois au premier échiquier.